# أندريا تونياتو
أندريا تونياتو (بالإيطالية: Andrea Toniato)‏ (مواليد 27 فبراير 1991) هو سبّاح إيطالي، مثّل بلاده في الألعاب الأولمبية الصيفية 2016.

## روابط خارجية
أندريا تونياتو على موقع الاتحاد الدولي للسباحة (الإنجليزية)
- أندريا تونياتو على موقع SwimRankings.net (الإنجليزية)
- أندريا تونياتو على موقع اللجنة الأولمبية الدولية (الإنجليزية)
- أندريا تونياتو على موقع أوليمبيديا (الإنجليزية)